# Luís Cazengue
Luís Domingos António Cazengue (11 de agosto de 1969), conhecido apenas por Luisinho, é um ex-futebolista angolano que atuava como atacante.

## Carreira
Revelado pelo Petro de Luanda, onde se profissionalizou em 1986, jogou por mais tempo em Portugal, tendo defendido Lusitano de Évora, Fátima, Braga, Lamego, Académico de Viseu, Caçadores das Taipas, Lusitânia de Lourosa e Caçadores das Taipas - em 2002, defendeu o Toronto Supra (Canadá) por empréstimo, tendo estreado com um gol na vitória por 5 a 2 sobre o Durham Flames. Encerrou sua carreira no Terras do Bouro, em 2006.
Em 2018, foi nomeado como novo gestor do Estádio Nacional 11 de Novembro.

## Seleção Angolana
Pela Seleção Angolana, Luisinho estreou em janeiro de 1995, na vitória por 2 a 1 sobre Botsuana pelas eliminatórias da Copa Africana de Nações do ano seguinte. Na competição sediada na África do Sul, entrou em campo apenas uma vez, na derrota por 1 a 0 para a seleção anfitriã, substituindo Fua aos 27 minutos do segundo tempo. Este foi também o último dos 4 jogos disputados pelo atacante com a camisa dos Palancas Negras.

## Títulos
Petro de Luanda
- Girabola: 1986, 1987, 1988, 1989, 1990
- Taça de Angola: 1987, 1992